# Nazionale olimpica di calcio della Serbia
La nazionale olimpica serba di calcio è la rappresentativa calcistica della Serbia che rappresenta l'omonimo stato ai giochi olimpici.

## Storia
La nazionale olimpica serba si è qualificata alle olimpiadi 2004 come Serbia Montenegro. Perde contro l'Argentina 0-6, contro l'Australia 1-5 e contro la Tunisia 2-3. Alle olimpiadi 2008 si qualifica come Serbia, pareggia contro la Nuova Zelanda per 1-1, perde contro la Costa d'Avorio per 2-4 e nuovamente contro l'Argentina per 0-2.

## Statistiche dettagliate sui tornei internazionali

### Olimpiadi
| Anno | Luogo          | Piazzamento     | V | N | P | Gol  |
| ---- | -------------- | --------------- | - | - | - | ---- |
| 1996 | Atlanta        | Non qualificata | - | - | - | -    |
| 2000 | Sydney         | Non qualificata | - | - | - | -    |
| 2004 | Atene          | Primo turno     | 0 | 0 | 3 | 3:14 |
| 2008 | Pechino        | Primo turno     | 0 | 1 | 2 | 3:7  |
| 2012 | Londra         | Non qualificata | - | - | - | -    |
| 2016 | Rio de Janeiro | Non qualificata | - | - | - | -    |
| 2020 | Tokyo          | Non qualificata | - | - | - | -    |

## Tutte le rose

### Giochi olimpici
Calcio ai Giochi Olimpici Estivi 20041 Milojević, 2 Biševac, 3 Neziri, 4 Stepanov, 5 Jokić, 6 Baša, 7 Milovanović, 8 Lovré, 9 Delibašić, 10 Vukčević, 11 Matić, 12 B. Petrović, 13 Lomić, 14 Lazarević, 15 Krasić, 16 Nikezić, 17 Radonjić, 18 Čanović, CT: V. Petrović
Calcio ai Giochi Olimpici Estivi 20081 Stojković, 2 Jovanović, 3 Kolarov, 4 Kačar, 5 Rajković, 6 Pavlović, 7 Smiljanić, 8 Gulan, 9 Rakić, 11 D. Tošić, 12 Tadić, 13 Fejsa, 14 Mrdaković, 15 Živković, 16 Tomović, 17 Z. Tošić, 18 Stamenković, 19 Kaluđerović, CT: Đukić